# Loi fédérale (Suisse)
Une loi fédérale est un acte législatif en Suisse, adopté au niveau de la Confédération. Par défaut, sa durée d'application est illimitée. Elle prime le droit cantonal et communal (force dérogatoire).

## Définition
La Constitution fédérale définit une loi fédérale de la manière suivante:

« Toutes les dispositions importantes qui fixent des règles de droit doivent être édictées sous la forme d’une loi fédérale. »

— Art. 164, al. 1, phrase 1, Cst.
La LParl reprend cette définition dans les mêmes termes.

### Règle de droit
Il y a « règle de droit » lorsqu'une disposition adoptée (cumulativement): 
- est de nature générale, c'est-à-dire que la disposition s'adresse à un nombre indéterminé de personnes ou sujets cibles[2];
- est de nature abstraite, c'est-à-dire que la disposition peut être interprétée pour un nombre indéterminé de situations[2];
- est d'application directe;
- crée une obligation, confère un droit ou attribue des compétences.

### Disposition importantes
Déterminer l'importance de la disposition est le produit d'une appréciation politique.
Toutefois, la Constitution fédérale indique que les « dispositions fondamentales » des domaines suivantes doivent obligatoirement faire l'objet d'une loi fédérale:
- l'exercice des droits politiques;
- la restriction des droits constitutionnels;
- les droits et obligations des personnes;
- la qualité de contribuable, l'objet des impôts et le calcul du montant des impôts;
- les tâches et prestations de la Confédération;
- les obligations des cantons lors de la mise en œuvre et de l'exécution du droit fédéral;
- l'organisation et la procédure des autorités fédérales.

### Loi formelle et loi matérielle
La doctrine fait la distinction entre:
- la loi au sens formel, c'est-à-dire les actes qui sont adoptés par le parlement dans le cadre du processus législatif et qui sont intitulés "loi"[6];
- la loi au sens matériel, c'est-à-dire une norme générale et abstraite[7].

La Constitution fédérale utilise toutefois le terme d'« acte » en parlant des actes juridiques qui sont adoptés dans la procédure législative et qui relèvent des compétences de l'Assemblée fédérale.

### Loi fédérale urgente
La Constitution fédérale prévoit aussi pour l'Assemblée fédérale la possibilité d'édicter des lois fédérales dites urgentes. Elles sont définies comme suit:

« Une loi fédérale dont l’entrée en vigueur ne souffre aucun retard peut être déclarée urgente et entrer immédiatement en vigueur par une décision prise à la majorité des membres de chacun des conseils. Sa validité doit être limitée dans le temps. »

— Art. 165, al. 1, Cst.
L'Assemblée fédérale est seule compétente pour déclarer une loi urgente,,.

## Procédure d'adoption
Une loi fédérale est adoptée par l'Assemblée fédérale. Elle requiert par conséquent l'approbation du Conseil national et du Conseil des États, et ce dans les mêmes termes,.
Elle est sujette au référendum, ce qui signifie qu'elle est soumise à un référendum facultatif. Cela signifie que si 50 000 signatures sont récoltées dans les 100 jours suivant sa publication officielle (dans la Feuille fédérale), ou que huit cantons le demandent dans le même délai, la loi est soumise au vote du peuple seul,. Si le peuple accepte la loi fédérale en votation, elle entre en vigueur; s'il la rejette, elle n'entre pas en vigueur.

## Contrôle de constitutionnalité

### Histoire

#### Révision totale de la Constitution de 1999
Dans les Constitutions fédérales de 1848 et de 1874, le Tribunal fédéral ne détient aucun pouvoir de contrôle de la constitutionnalité des lois fédérales.
Lors de la révision totale de 1999, le projet soumis par le Conseil fédéral contient la disposition suivante:

« En rapport avec un acte d'application, le Tribunal fédéral examine si une loi fédérale ou un arrêté fédéral de portée générale viole des droits constitutionnels ou le droit international. »

— Art. 178, al. 1, de l'avant-projet de Constitution fédérale de 1997 (projet C)
Cette proposition du Conseil fédéral est combattue au Conseil national. Lors des débats, le conseiller fédéral démocrate-chrétien Arnold Koller, à l'époque chef du DFJP, s'oppose à l'introduction d'un contrôle abstrait comme le connaissent l'Allemagne ou la France.
Il justifie cette position par le fait que le contrôle abstrait représente une poursuite de la politique par d'autres moyens (« nur eine Fortsetzung der Politik mit anderen Mitteln »).
Il prône donc un contrôle concret, comme prévu par le projet du Conseil fédéral.
Celui-ci est toutefois rejeté par le Conseil national par 87 voix contre 39,.

#### Initiatives parlementaires Studer et Müller-Hemmi
Deux initiatives parlementaires sont déposées après la révision totale de 1999, l'une en 2005 par le conseiller national évangélique argovien Heiner Studer (de), l'autre en 2007 par la conseillère nationale socialiste zurichoise Vreni Müller-Hemmi (de). Les deux initiatives sont traitées dans un seul et même rapport de la Commission des affaires juridiques du Conseil national (CAJ-N), qui propose d'abroger l'art. 190 Cst.. Le Conseil fédéral s'exprime en faveur de l'abrogation.
Lors du débat d'entrée en matière au Conseil national, le rapporteur de commission de langue allemande, le vert zurichois Daniel Vischer, parle d'un objet ayant une certaine importance historique pour la Suisse (« gewisse epochale Bedeutung für dieses Land »). À une courte majorité, soit 94 voix contre 86, le Conseil national accepte l'entrée en matière. Le projet ne passe toutefois pas l'entrée en matière devant le Conseil des États, qui la refuse par 17 voix contre 27.

#### Perspectives
Certains auteurs jugent peu probable l'introduction à l'avenir d'une juridiction constitutionnelle au niveau fédéral.

### Caractère déterminant des lois fédérales par rapport à la Constitution fédérale
La relation entre les lois fédérales et la Constitution fédérale est régie par l'art. 190 Cst., qui dispose ce qui suit:

« Le Tribunal fédéral et les autres autorités sont tenus d’appliquer les lois fédérales et le droit international. »

— Art. 190 Cst.

#### Juridiction constitutionnelle au niveau fédéral
Ce principe a pour conséquence que les autorités (administratives et judiciaires) des cantons et de la Confédération, en particulier le Tribunal fédéral (TF), doivent appliquer les lois fédérales, même si elles contredisent la Constitution fédérale,,,.
Dans les termes du TF, cet article interdit aux autorités susmentionnées de refuser l'application de la loi; cette interdiction s'étend aussi à tout tentative de correction de la loi,,.
Toujours selon le TF, les tribunaux ne peuvent qu'inviter le législateur à modifier la loi qu'ils jugent inconstitutionnelle. Ce fonctionnement est appelé par la doctrine juridique « immunité des lois fédérales », face à la Constitution fédérale.
Certains auteurs considèrent que cette caractéristique de l'art. 190 Cst. est une question centrale du droit constitutionnel suisse, mais qu'elle constitue en même temps un déficit pour l'état de droit.
Une autre partie de la doctrine voit en cette caractéristique une manifestation de la supériorité de l'Assemblée fédérale face aux tribunaux (découlant de l'art. 148, al. 1, Cst.).
Plusieurs auteurs insistent sur le fait que la hiérarchie des normes en droit fédéral, en vertu de laquelle la Constitution fédérale prime les lois fédérales, n'est pas remise en question par l'art. 190 Cst.,.

#### Vérification de la compatibilité
Toutefois, selon une jurisprudence constante du Tribunal fédéral, l'art. 190 Cst. n'empêche pas le TF de vérifier la constitutionnalité d'une loi fédérale,, : il l'empêche uniquement de casser ou d'invalider la loi si celle-ci devait se révéler contraire à la Constitution fédérale.

## Loi fédérale et droit international
La Suisse dispose d'un système moniste,,, ce qui signifie que, en droit suisse, le droit national et le droit international forment une unité.
Comme exposé plus haut, selon l'art. 190 Cst. les lois fédérales et le droit international sont déterminants pour les tribunaux, dont le TF. Une majorité de la doctrine s'accorde sur le fait que la formulation de l'art. 190 Cst. ne contient aucune règle sur les rapports entre loi fédérale et droit international ni de solution pour le cas où un conflit émerge,,,.

### Interprétation conforme au droit international
Pour éviter d'arriver à un conflit, une loi fédérale doit être interprétée, dans la mesure du possible, de manière conforme au droit international, comme établi dans l'arrêt Frigerio de 1968,. Cette interprétation conforme vaut en particulier pour la CEDH.
Selon Tschannen, cette interprétation conforme est une obligation qui trouve sa source dans l'art. 5, al. 3 et 4 Cst., et même du principe de la bonne foi inscrit dans la Convention de Vienne sur le droit des traités (art. 26 et 27 en particulier). Cette opinion est partagée par l'administration fédérale.

### Primauté du droit international par rapport à une loi fédérale
Si une loi fédérale ne peut pas être interprétée de manière conforme au droit international, il y a conflit entre la loi fédérale et le droit international.

#### Principe
Selon la jurisprudence du Tribunal fédéral, lors d'un conflit, le droit international prime et les autorités administratives et judiciaires ne peuvent pas appliquer la loi fédérale,. Cette primauté, selon Tschannen, entraîne une juridiction constitutionnelle de facto (à défaut de de jure à cause de l'art. 190 Cst.) sur les lois fédérales (en particulier dans le domaine des droits de l'homme). Selon le Conseil fédéral, ce rôle est plutôt exercé par la CourEDH.

#### Exception
Il y a une seule exception au principe de primauté, établie en 1973 par le Tribunal fédéral. Lorsque l'Assemblée fédérale adopte une loi fédérale en étant consciente qu'elle va à l'encontre d'une disposition de droit international préexistante valable pour la Suisse, le TF est obligé de l'appliquer, même si elle est en conflit avec le droit international (jurisprudence Schubert),,.